# Anastrangalia sanguinolenta
Anastrangalia sanguinolenta es una especie de insecto coleóptero de la familia Cerambycidae. Estos longicornios se distribuyen por el Paleártico, en Europa y el oeste de Asia.
Miden unos 8-13 mm. Son primaverales a estivales, florícolas.